# Unchitești, Florești
Unchitești este un sat din cadrul comunei Cuhureștii de Sus din raionul Florești, Republica Moldova.

## Istorie
Satul Unchitești a fost atestat documentare pentru prima dată în 1483:
„Din mila lui Dumnezeu, noi, Ștefan voievod, domn al Țării Moldovei. Facem cunoscut cu aceasta carte a noastră, tuturor celor care o vor vedea sau o vor auzi citindu-se, ca a venit înaintea noastră și înaintea boierilor noștri moldoveni, mari și mici, sluga noastră, Vasco Unchetea, de bunăvoie și nesilit de nimeni și nici asuprit, și a vândut ocina sa dreapta, din uricul său drept și propriu, o seliște, anume Uncheteștii, deasupra Nistrului, mai sus de Cuhărești, și a vândut aceasta seliște, credinciosului nostru pan, Onica Mușat vornic, pentru 130 de zloți tătărești.

...
 
Iar pentru mai mare putere și întărire a tuturor celor mai sus-scrise, am poruncit credinciosului nostru boier, pan Tăutul logofăt, să scrie și să atârne pecetea noastră la aceasta carte a noastră.
 
A scris Ion, fratele lui Luca, la Suceava, în anul 6991 <1483>, luna octombrie, 17 zile.”

## Demografie
Conform recensământului populației din 2004, satul Unchitești avea 451 locuitori: 436 moldoveni/români, 5 ruși, 4 ucraineni și 6 persoane cu etnie nedeclarată.

## Personalități locale
- Emilian Galaicu-Păun (n. 22 iunie 1964), poet, prozator, eseist, traducător și editor român, actualul editor-șef al editurii Cartier din Chișinău.